# زمان‌آباد (کرمانشاه)
زمان‌آباد (کرمانشاه)، روستایی از توابع بخش فیروزآباد شهرستان کرمانشاه در استان کرمانشاه ایران است.

## جمعیت
این روستا در دهستان سرفیروزآباد قرار دارد و براساس سرشماری مرکز آمار ایران در سال ۱۳۸۵، جمعیت آن ۱۲۱ نفر (۲۷خانوار) بوده‌است.